# Lopholithodes foraminatus
Lopholithodes foraminatus (лат.) — вид раков-отшельников из семейства крабоиды. Обитает вдоль тихоокеанского побережья Северной Америки от острова Кадьяк (Аляска) до Сан-Диего (Калифорния), на глубине от 0 до 547 м. Длина панциря 15 см, кормятся двустворчатыми моллюсками и детритом. Часто закапываются в донный ил, и тогда вода для дыхания поступает к их жабрам через отверстия в клешнях. Иногда рыбы из рода Careproctus откладывает икру в их жаберные полости.